# 보스니아 헤르체고비나 여자 축구 국가대표팀
보스니아 헤르체고비나 여자 축구 국가대표팀은 보스니아 헤르체고비나를 대표하는 여자 축구 대표팀으로 보스니아 헤르체고비나 축구 협회에서 관리하고 있다. 1997년 9월 2일 슬로바키아와의 국제 경기 데뷔전에서 0-11로 대패했으며 FIFA 여자 월드컵과 UEFA 유럽 여자 축구 선수권 대회 그리고 하계 올림픽 본선 출전 기록이 없다.

## 국제 대회 경력

### FIFA 여자 월드컵
1999년 FIFA 여자 월드컵 유럽 지역 예선을 통해 국제 대회에 처음으로 모습을 드러낸 이후 2023년 FIFA 여자 월드컵 유럽 지역 예선 E조에서 3승 2무 3패·조 2위에 올랐고 우크라이나 침공의 여파로 FIFA와 UEFA로부터 자격 정지 처분을 받은 같은 조의 러시아 대신 사상 첫 플레이오프 진출 티켓을 거머쥐면서 보스니아 여자 축구 역사상 여자 월드컵 유럽 지역 예선 최고 성적을 거두었다.

### UEFA 유럽 여자 축구 선수권 대회
UEFA 여자 유로 2001 예선 참가 이후 UEFA 여자 유로 2022 예선에서 비록 덴마크, 이탈리아에 밀려 보스니아 여자 축구 역사상 첫 메이저 대회 본선이자 2014년 FIFA 월드컵에서 사상 첫 메이저 대회 본선에 오른 남자 대표팀 이후 8년만의 메이저 대회 본선 진출에 실패했으나 6승 4패·B조 3위로 역대 여자 유로 대회 예선 최고 성적을 남겼다.

## 성적

### FIFA 여자 월드컵
- 1991년 ~ 1995년: 불참
- 1999년 ~ 2019년: 예선 탈락

### 올림픽 축구
- 1996년 ~ 2016년: 예선 탈락

### UEFA 유럽 여자 축구 선수권 대회
- 1984년~1997년: 불참
- 2001년~2017년: 예선 탈락

## 같이 보기

### 남자
- 보스니아 헤르체고비나 축구 국가대표팀
- 보스니아 헤르체고비나 U-21 축구 국가대표팀
- 보스니아 헤르체고비나 U-19 축구 국가대표팀
- 보스니아 헤르체고비나 U-18 축구 국가대표팀
- 보스니아 헤르체고비나 U-17 축구 국가대표팀
- 보스니아 헤르체고비나 U-15 축구 국가대표팀

### 여자
- 보스니아 헤르체고비나 여자 축구 국가대표팀
- 보스니아 헤르체고비나 여자 U-19 축구 국가대표팀
- 보스니아 헤르체고비나 여자 U-17 축구 국가대표팀